# Observatorio de Hadano
El Observatorio astronómico de Hadano es un observatorio de naturaleza privada dedicado principalmente a la observación astronómica de cometas y asteroides. Se encuentra situado en la ciudad de homónima de la prefectura de Kanagawa en Japón, a unos 60 km al suroeste de Tokio.
El observatorio es operado por su propietario, el astrónomo japonés Atsuo Asami, el cual ha descubierto desde el mismo un total de 7 asteroides entre 1997 y 1999.